# Autovía A-3
Die Autovía A-3 oder Autovía del Este ist eine Autobahn in Spanien und Teil der Europastraße 901. Die Autobahn beginnt in Madrid und endet in Valencia.

## Abschnitte
| Position | Kurzbezeichnung des Abschnitts | Abschnitt                                                                                       | km   | Eröffnung |
| -------- | ------------------------------ | ----------------------------------------------------------------------------------------------- | ---- | --------- |
| 1        | A-3                            | Plaza del Conde de Casal - Eingang M-30 Vallecas-Santa Eugenia-Cerro Almodóvar (P. K. 11 de N3) | 11   | 1964      |
| 2        | A-3                            | P. K. 11 de N3-Arganda del Rey                                                                  | 12   | 1990      |
| 3        | A-3                            | Variante de Arganda                                                                             | 22,4 | 1993      |
| 4        | A-3                            | Variante de Perales de Tajuña                                                                   | 8,6  | 1993      |
| 5        | A-3                            | Perales de Tajuña-Fuentidueña de Tajo                                                           | 20   | 1990      |
| 6        | A-3                            | Fuentidueña del Tajo-Tarancón                                                                   | 17   | 1990      |
| 7        | A-3                            | Tarancón-Honrubia                                                                               | 58,5 | 1992      |
| 8        | A-3                            | Honrubia-Atalaya del Cañavate (zusammen mit A-31 im Abschnitt Honrubia-La Roda)                 | 12   | 1992      |
| 9        | A-3                            | Atalaya del Cañavate-Motilla del Palancar                                                       | 40   | 1998      |
| 10       | A-3                            | Motilla del Palancar-Minglanilla                                                                | 26   | 1997      |
| 11       | A-3                            | Minglanilla-Caudete de las Fuentes                                                              | 30   | 1998      |
| 12       | A-3                            | Caudete de las Fuentes-Requena                                                                  | 17   | 1995      |
| 13       | A-3                            | Requena - Chiva                                                                                 | 30   | 1993      |
| 14       | A-3                            | Chiva - Cheste                                                                                  | 13,5 | 1992      |
| 15       | A-3                            | Cheste - Valencia                                                                               | 15,5 | 1992      |

## Streckenführung
| Position | Fahrbahnen | km      | Richtung (Valencia) | Richtung (Madrid) | Fahrbahnen | Gabelung                    |
| -------- | ---------- | ------- | --- | --- | ---------- | --------------------------- |
| 1        | 3          |         | Beginn der E 901, A-3 | Ende der E 901, A-3 weiter nach:Madrid (Stadt) Pza. Conde de Casal Bahnhof Madrid Atocha                                                        | 3          |                             |
| 2        | 3          |         | Staugefahr bei Kilometer 34 in Richtung Valencia | Staugefahr bei Kilometer 34 in Richtung Valencia                                                                                                | 3          |                             |
| 3        | 3          | 3A      | C/ O’Donnell A-2 Saragossa Feria de Madrid -> Flughafen -> A-1 | | 3          | M-30                        |
| 4        | 3          | 3B-4    | vía de servicio C/ El Bosco | | 3          |                             |
| 5        | 2          | 4       | | C/ O’Donnell A-2 Saragossa Feria de Madrid -> Flughafen -> A-1                                                                                  | 4          | M-30                        |
| 6        | 2          | 5       | | Av. C. Barcelona A-4 Córdoba A-42 A-5 A-6 | 4          | M-30 (Tunnel)               |
| 7        | 3          | 6       | vía de servicio Polytechnische Universität Madrid Faunia Valdebernado-Vicálvaro-VallecasM-40 (beide Richtungen)Zoll R-3 Valencia Flughafen A-2 IFEMA R-2 A-1 M-607R-4 A-4 Córdoba A-42 R-5 A-5 A-6 | Zoll R-3 Valencia Flughafen A-2 IFEMA R-2 A-1 M-607                                                                                             | 3          | M-40                        |
| 8        | 3          | 8       | | vía de servicio Polytechnische Universität Madrid Faunia Valdebernado-Vicálvaro-VallecasM-40 (beide Richtungen)R-4 A-4 Córdoba A-42 R-5 A-5 A-6 | 3          | M-40                        |
| 9        | 3          | 9       | Santa Eugènia | | 3          |                             |
| 10       | 3          | 10      | Vallecas Mejorada del CampoFlughafen - E 90 A-2 Saragossa E 5 A-4 Córdoba A-42 R-5 A-5 A-6 | 3 |            | M-45 (beide Richtungen)     |
| 11       | 3          | 12      | vía de servicio Valdemingómez Rivas-Vaciamadrid | E 5 A-4 Córdoba A-42 R-5 A-5 A-6Zoll R-3 Valencia Flughafen - A-2 R2 A-1                                                                        | 3          | M-45 (beide Richtungen)     |
| 12       | 3          | 13      | Zoll R-3 Valencia Flughafen - A-2 E 5 A-4 Córdoba R-4 A-42 | | 3          | M-50 (beide Richtungen)     |
| 13       | 3          | 14      | E 5 A-4 Córdoba R-4 A-42 Zoll R-3 Valencia Flughafen - A-2 | | 3          | M-50 (beide Richtungen)     |
| 14       | 3          |         | Staugefahr bei km 15-17 (Richtung Valencia) | | 3          |                             |
| 15       | 2          | 17      | Rivas-Vaciamadrid vía de servicio | Rivas-Vaciamadrid vía de servicio | 2          |                             |
| 16       | 2          | 19      | Rivas-Vaciamadrid (ost) vía de servicio | Rivas-Vaciamadrid (ost) vía de servicio | 2          |                             |
| 17       | 2          | 21      | Morata de Tajuña-Chinchón | | 2          | M-832                       |
| 18       | 2          | 21A     | | El Soto |            | 2                           |
| 19       | 2          | 21B     | | Morata de Tajuña-Chinchón | 2          | M-832                       |
| 20       | 2          | 22      | Arganda del Rey Campo Real-Alcalá de Henares | Arganda del Rey Alcalá de Henares San Martín de la Vega                                                                                         | 2          | M-300 M-506                 |
| 21       | 2          | 25      | San Martín de la VegaPerales de Tajuña | | 2          |                             |
| 22       | 2          | 28      | | Arganda del Rey | 2          | M-313                       |
| 23       | 2          | 3334    | Perales de TajuñaArganda del Rey | Perales de TajuñaArganda del Rey |            | 2                           |
| 24       | 2          | 33      | Arganda del Rey | Arganda del Rey |            | 2                           |
| 25       | 2          |         | Staugefahr bei Kilometer 3 und 34 in Richtung Valencia | Staugefahr bei Kilometer 3 und 34 in Richtung Madrid                                                                                            |            | 2                           |
| 26       | 3          | 34      | | Madrid | 3          | R-3                         |
| 27       | 3          | 35      | Perales de Tajuña Campo Real | Perales de Tajuña Campo Real | 2          | M-220                       |
| 28       | 2          |         | | vía de servicio | 3          |                             |
| 29       | 2          | 41      | vía de servicio Perales de Tajuña Tielmes Valdelaguna | vía de servicio Perales de Tajuña Tielmes Valdelaguna                                                                                           | 2          | M-204 M-317                 |
| 30       | 2          |         | vía de servicio | | 2          |                             |
| 31       | 2          | 48      | vía de servicio Villarejo de Salvanés Belmonte de Tajo Villamanrique de Tajo Valdelaguna | Valdelaguna | 2          | M-404 M-312 M-316           |
| 32       | 2          |         | | vía de servicio | 2          |                             |
| 33       | 2          | 50      | | urbanizaciones | 2          |                             |
| 34       | 2          | 51      | Villarejo de Salvanés | Villarejo de Salvanés Belmonte de Tajo Villamanrique de Tajo                                                                                    | 2          | M-404 M-321                 |
| 35       | 2          |         | Camino de Servicio | Camino de Servicio | 2          |                             |
| 36       | 2          | 59      | Valdaracete-Fuentidueña de Tajo | Valdaracete | 2          | M-230                       |
| 37       | 2          | 62      | Fuentidueña de Tajo Zarza de Tajo Estremera | Fuentidueña de Tajo Zarza de Tajo | 2          | M-240                       |
| 38       | 2          | 63      | vía de servicio | | 2          |                             |
| 39       | 2          | 68      | vía de servicio Zarza de Tajo Estremera | vía de servicio Zarza de Tajo | 2          | M-328 M-341                 |
| 40       | 2          | km. 70  | Kastilien-La Mancha Provinz Cuenca | Autonome Gemeinschaft Madrid | 2          |                             |
| 41       | 2          | 71      | vía de servicio | vía de servicio | 2          |                             |
| 42       | 2          | 74      | Zarza de Tajo Belinchón | Zarza de Tajo Belinchón | 2          |                             |
| 43       | 2          |         | vía de servicio | vía de servicio | 2          |                             |
| 44       | 2          | 79      | vía de servicio Tarancón | | 2          |                             |
| 45       | 2          | 80-82   | Horcajo de Santiago Toledo | Tarancón Ocaña Toledo | 2          | A-40                        |
| 46       | 2          | 84-85   | Cuenca Tarancón | Cuenca Tarancón | 2          | A-40                        |
| 47       | 2          | 90-91   | vía de servicio Tribaldos Uclés | vía de servicio Tribaldos Uclés | 2          |                             |
| 48       | 2          | 93      | vía de servicio Villarrubio-Almendros | | 2          | CM 3011                     |
| 49       | 2          | 95      | | vía de servicio Villarrubio-Almendros | 2          | CM 3011                     |
| 50       | 2          |         | área de descanso | área de descanso | 2          |                             |
| 51       | 2          | 101     | vía de servicio Saelices (nord) | | 2          |                             |
| 52       | 2          | 104     | Segobriga-Saelices (nord) | vía de servicio Segobriga-Saelices (nord) | 2          | CM-310                      |
| 53       | 2          |         | vía de servicio | vía de servicio | 2          |                             |
| 54       | 2          | 111     | vía de servicio Villas Viejas-El Hito | vía de servicio Villas Viejas-El Hito | 2          |                             |
| 55       | 2          | 114     | vía de servicio Montalbo Palomares del Campo | | 2          | CM-2102                     |
| 56       | 2          | 117     | | vía de servicio Montalbo Palomares del Campo | 2          | CM-2102                     |
| 57       | 2          |         | | vía de servicio | 2          |                             |
| 58       | 2          | 124     | vía de servicio Zafra de Záncara | Zafra de Záncara | 2          |                             |
| 59       | 2          | 130     | vía de servicio Villares del Saz (west) Villarejo-Periesteban | | 2          | CM-2117                     |
| 60       | 2          | 132     | | Villares del Saz Villar de Cañas | 2          | CM-2117 CM-3118             |
| 61       | 2          | 133     | | vía de servicio Villares del Saz (west) Villarejo-Periesteban                                                                                   | 2          | CM-2117                     |
| 62       | 2          | 141     | Villares del Saz Cervera del Llano Olivares de Júcar | Villares del Saz Cervera del Llano Olivares de Júcar                                                                                            | 2          | CM-2103                     |
| 63       | 2          | 147-148 | vía de servicio La Hinojosa Montalbanejo | | 2          | N-420                       |
| 64       | 2          | 153-154 | vía de servicio La Almarcha-Cuenca-Ciudad Real | vía de servicio La Almarcha-Cuenca-Ciudad Real                                                                                                  | 2          |                             |
| 65       | 2          | 155     | | vía de servicio La Almarcha | 2          |                             |
| 66       | 2          | 156     | Castillo de Garcimuñoz-Torrubia del Castillo | Castillo de Garcimuñoz | 2          | CM-3110                     |
| 67       | 2          | 159     | | vía de servicio Torrubia del Castillo | 2          |                             |
| 68       | 2          |         | vía de servicio | vía de servicio | 2          |                             |
| 69       | 2          | 165     | | vía de servicio Honrubia-Alarcón | 2          | N-II                        |
| 70       | 2          | 168     | Honrubia-San Clemente | vía de servicio Honrubia-San Clemente | 2          | CM-3112                     |
| 71       | 2          | 175     | vía de servicio Cañada Juncosa-Atalaya del Cañavate | vía de servicio Cañada Juncosa-Atalaya del Cañavate                                                                                             | 2          | CU-V-8306                   |
| 72       | 4          | 177A    | Albacete - Alicante - Murcia | | 4          | E 903 A-31                  |
| 73       | 4          | 177B    | Ciudad Real Ocaña | | 4          | E 903 A-43 N-301 AP-36      |
| 74       | 4          | 180     | | Albacete Ciudad Real Ocaña | 4          | E 903 A-31 A-43 N-301 AP-36 |
| 75       | 2          | 186     | vía de servicio Tébar-El Picazo-Casas de Benítez-Alarcón | vía de servicio Tébar-El Picazo-Casas de Benítez-Alarcón                                                                                        | 2          | CUV-8307                    |
| 76       | 2          | 207     | Pozoseco Motilla del Palancar Cuenca | Pozoseco Motilla del Palancar Manzanares Cuenca                                                                                                 | 2          | CM-3114 N-310 N-320         |
| 77       | 2          | 212     | vía de servicio Motilla del Palancar Cuenca Villanueva de la Jara Albacete | vía de servicio Motilla del Palancar Cuenca Villanueva de la Jara Albacete                                                                      | 2          | N-320                       |
| 78       | 2          | 224-225 | vía de servicio Castillejo de Iniesta | vía de servicio Castillejo de Iniesta | 2          | N-III                       |
| 79       | 2          | 231-232 | vía de servicio Graja de Iniesta Iniesta | | 2          | CM-3201                     |
| 80       | 2          | 237-238 | vía de servicio Minglanilla Villalpardo | vía de servicio Minglanilla }Villalpardo | 2          |                             |
| 81       | 2          | 242     | vía de servicio Minglanilla Cuenca | vía de servicio Minglanilla Cuenca | 2          |                             |
| 82       | 3          | km. 247 | Valencianische Gemeinschaft Provinz Valencia | Kastilien-La Mancha Provinz Cuenca | 3          |                             |
| 83       | 3          |         | Rabo de la Sartén (Tunnel) Länge: 240 m | Rabo de la Sartén (Tunnel) Länge: 240 m | 3          |                             |
| 84       | 2          | 255     | vía de servicio Villargordo del Cabriel Camporrobles | vía de servicio Villargordo del Cabriel Camporrobles                                                                                            | 2          |                             |
| 85       | 2          | 261     | Venta del Moro-Fuenterrobles | Venta del Moro-Fuenterrobles | 2          | CV-465                      |
| 86       | 266        | 2       | vía de servicio Venta del Moro | vía de servicio Venta del Moro | 2          | CV-453                      |
| 87       | 2          | 270     | vía de servicio Caudete de las Fuentes Pino Ramudo | vía de servicio Caudete de las Fuentes Pino Ramudo                                                                                              | 2          |                             |
| 88       | 2          | 275     | vía de servicio - Industriezone - Utiel (west) | vía de servicio - Industriezone - Utiel (west)                                                                                                  | 2          | N-330                       |
| 89       | 2          | 278     | Utiel (ost) Teruel | vía de servicio - Industriezone - Utiel (ost) Teruel                                                                                            | 2          | N-III CV-448                |
| 90       | 2          | 281     | San Antonio San Juan | vía de servicio San Antonio San Juan | 2          |                             |
| 91       | 2          |         | vía de servicio | vía de servicio | 2          |                             |
| 92       | 2          | 285     | vía de servicio - Industriegebiet Bahnlinie AV Requena-Utiel Requena (west) Almansa Albacete | vía de servicio - Industriegebiet Bahnlinie AV Requena-Utiel Requena (west) Almansa Albacete                                                    | 2          | N-III N-330 N-322           |
| 93       | 2          | 289     | Requena-Chera Villar de Olmos | Requena-Chera Villar de Olmos | 2          | CV-395 CV-391               |
| 94       | 2          | 291     | vía de servicio Requena (ost) | vía de servicio Requena (ost) Albacete Almansa                                                                                                  | 3          | N-III N-322 N-330           |
| 95       | 2          | 297     | vía de servicio El Rebollar | vía de servicio El Rebollar | 2          |                             |
| 96       | 2          | 302     | Siete Aguas | | 2          | CV-388                      |
| 97       | 2          | 304     | vía de servicio Las Moratillas - Fuente Umbria | Las Moratillas - Fuente Umbria | 3          |                             |
| 98       | 2          | 306     | vía de servicio Siete Aguas | vía de servicio Siete Aguas | 2          | CV-388                      |
| 99       | 2          | 311     | | vía de servicio | 2          | N-III                       |
| 100      | 3          | 319     | vía de servicio Buñol Industriegebiet | | 3          |                             |
| 101      | 2          | 322     | | vía de servicio Buñol | 2          |                             |
| 102      | 2          | 323     | vía de servicio Chiva Industriegebiet | Chiva Industriegebiet | 3          |                             |
| 103      | 2          | 326     | vía de servicio Chiva | | 2          |                             |
| 104      | 3          | 327     | Godelleta-Cheste | Godelleta-Cheste | 4          | CV-50                       |
| 105      | 3          | 332     | vía de servicio - Industriegebiet Cheste Circuit Ricardo Tormo Godelleta | vía de servicio - Industriegebiet Cheste Circuit Ricardo Tormo Godelleta                                                                        | 3          | CV-378 CV-417               |
| 106      | 3          | 334     | vía de servicio Circuit Stadtgebiet | vía de servicio Circuit Stadtgebiet | 4          |                             |
| 107      | 2          | 337     | vía de servicio Godelleta | vía de servicio Godelleta | 3          | CV-424                      |
| 108      | 3          | 338     | vía de servicio - Industriezone Loriguilla Alicante-Barcelona | | 3*         | CV-374 E-15 A-7             |
| 109      |            | 3       | Staugefahr bei km 340-352 in Richtung Valencia | Staugefahr bei km 352-340 in Richtung Madrid | 3          |                             |
| 110      | 2          | 340     | | vía de servicio - Industriezone Loriguilla Alicante-Barcelona                                                                                   | 3          | CV-374 E-15 A-7             |
| 111      | 2          | 341     | vía de servicio - Industriezone | Industriegebiet parque logístico | 2          |                             |
| 112      | 2          | 342     | vía de servicio Industriegebiet | | 2          |                             |
| 113      | 2          | 343-344 | vía de servicio Industriegebiet | vía de servicio - Industriezone | 2          |                             |
| 114      | 2          | 345     | vía de servicio - Industriezone Einkaufszentrum Aldaya-Torrent | vía de servicio - Industriezone Einkaufszentrum Aldaya-Torrent                                                                                  | 2          | CV-33                       |
| 115      | 2          | 347     | vía de servicio - Industriezone Bº del Cristo | | 2          |                             |
| 116      | 3          | 348     | Manises Flughafen Fira de mostres | Manises Flughafen Fira de mostres | 2          | V-11 N-220                  |
| 117      | 3          | 349     | Cuart de Poblet-Aldaya | Cuart de Poblet-Aldaya | 3          | CV-408                      |
| 118      | 3          | 350     | CV-403 Xirivella V-30 Alicante puerto | Xirivella CV-403 Torrent Cuart de Poblet | 3          |                             |
| 119      | 3          | 351     | | Alicante puerto | 3          | V-30                        |
| 120      | 3          | 352     | Castellón de la Plana-Barcelona | Castellón de la Plana-Barcelona | 3          | V-30                        |
| 121      | 3          |         | Staugefahr bei km 340-352 in Richtung Valencia | Staugefahr bei km 352-340 in Richtung Madrid | 3          |                             |
| 122      | 3          |         | Ende der E 901 A-3 weiter nach: Valencia (Stadt) Zentrum Valencia Avda. del Cid | Beginn der E 901 A-3 | 3          | V-30                        |

* 2 Fahrbahnen gehen in eine andere Autobahn über.

## Größere Städte an der Autobahn
- Madrid
- Tarancón
- Cuenca
- Utiel
- Requena
- Valencia